# Dea Gravida
Dea Gravida ali Dea Tiria Gravida (latinsko za "noseča boginja") je bila bodisi boginja bodisi utelešenje ženske, povezane z razmnoževanjem in plodnostjo. Izhajala je iz feničanske kulture in se razširila znotraj feničanskega vplivnega kroga. O kultu Dee Gravide ni veliko znanega. Njeni votivni kipci iz terakote so bili najdeni po vsem Sredozemlju, predvsem v Feniciji in na Cipru. Boginja na kipcih ne drži dojenčka in ni  vidno noseča.

## Etimologija
"Dea Gravida" je naziv, ki ga sodobni arheologi uporabljajo za tovrstne ženske kipce, in v prevodu pomemi  "noseča boginja". Izraz gravida izhaja iz latinske besede  gravidus, ki se je uporabljala za opis noseče ženske. Tiria (slovensko Tirska) se nanaša na feničansko, zdaj libanonsko mesto Tir,  v katerem je bilo najdenih največ tovrstnih kipcev.

## Vloga
Natančna vloga Dee Gravide in namen votivnih kipcev sta nejasna. Eden od predlogov je bil, da so kipci predstavljali mater/boginjo plodnosti, svete prostitutke ali amulete, ki naj bi varovali žensko med nosečnostjo. Kipce Dee Gravide so včasih našli skupaj s kipcem bradatega moškega z Atefovo krono. Skupaj z njim je morda tvorila božanski par, vendar ni jasno, kaj bi kot par lahko predstavljala.
Kipec se je povezoval s Taveret, zaščitniško egipčansko boginjo nosečnosti in rojstva otroka, ki so jo upodabljali kot nosečo samico povodnega konja. Dea Gravida bi lahko bila povezana tudi z Astarto, vendar za to povezavo ni nobenega trdnega dokaza.

## Votivni kipci
Votivni kipci običajno prikazujejo nosečo boginjo ali sedečo ali stoječo žensko, pogosto z roko, naslonjeno na trebuh. Kipci so običajno majhni in narejeni izključno iz terakote. Obrazi so pogosto zastrti s pletenimi zvitimi lasmi, pripetimi na obeh straneh glave, kar je privedlo do zavajajočih opisov, da imajo kapuco kobre ali rogove. V Tripoliju je bila najdena različica, ki  v rokah drži daritveno pogačo.
Kipce so zdelovali najprej na levantinski obali v 8. stoletju pr. n. št. Od 6. do 4. stoletja pr. n. št. so se razširili po Sredozemlju. Najstarejši kipec, najden na Cipru, je iz 6. stoletja pr. n. št. Upodobitve nosečnosti in materinstva so bile v ikonografijah Bližnjega vzhoda redke. Plodnost so običajno predstavljali kipi golih žensk, ki se držijo za prsi. Najštevilčnejši in najlepše izdelani kipci Dee Gravide  izvirajo iz feničanskih grobnic v okolici Akziva blizu starodavnega Tira. Nekateri od njih so bili izdelani na Cipru od 6. do 5. stoletja pr. n. št.
Na Cipru so veliko kipcev našli samo v mestih-kraljestih Kition, Lapatos in Amatus, kjer sta prevladovala feničanski jezik in kultura. V Kitionu so bili kipci najdeni v dveh mestnih svetiščih in na akropoli, kjer je bilo glavno svetišče Ciprske Afrodite. En sam kipec je bil najden v svetišču v Kitri. Kipci so bili najdeni tudi v Lakoniji na južnem Peloponezu, svetišču Ilitija Inacija na Kreti in morda v Demetrinem svetišču v Korintu. Nekaj kipcev je morda služilo kot pripomoček za poučevanje anatomije, ker so imeli v trebuhu odprtino, v njej pa model fetusa.
Kipci iz terakote se po tehniki izdelave delijo v tri skupine: izdelani ročno, izdelani na lončarskem vretenu in uliti v kalupu. Uliti kipci kažejo na velik vpliv drugih kultur. Kipci so se uporabljali kot votivni kipci v svetiščih in grobni pridatki na pokopališčih. Včasih so bili najdeni tudi v tovorih ladij.

## Kurofrofos
Kipci Dee Gravide so podobni kipcem kurotrofov (grško κουροτρόφος, skrbnik otrok). Slednji so običajno predstavljali ženske ali boginje, ki v naročju držijo dojenčke. Včasih so bile upodobljene kot doječe matere. Izraz kurotrofos se je uporabljal tudi za opis starogrških bogov in boginj, katerih lastnosti so vključevale sposobnost zaščite mladih. S tem pridevnikom so bili opisani številni bogovi, vključno z Ateno, Apolonom, Hermesom, Hekato, Afrodito, Artemido in Ilitijo, vendar ne samo oni. 
Kurotrofos je bil glavna kultna figura v skupinah, povezanih s plodnostjo in nego otrok.